# Billerudkoncernen
Billerudkoncernen var en skogsindustrikoncern grundad i Säffle 1883 som Billeruds AB. 1978 gick Billerud samman med Uddeholms AB:s skogsindustridel varvid bolagsnamnet ändrades till Billerud Uddeholm AB. Billerud var självständigt fram till år 1984, då det förvärvades av Stora-koncernen. Sista självständiga året, 1983, hade koncernen drygt 8 000 anställda. Billeruds huvudanläggningar var Gruvöns Bruk i Grums, Billeruds Bruk i Säffle samt Skoghallsverken på Hammarö. Det senare hade fram till år 1978 ingått i Uddeholms-koncernen.

## Historik

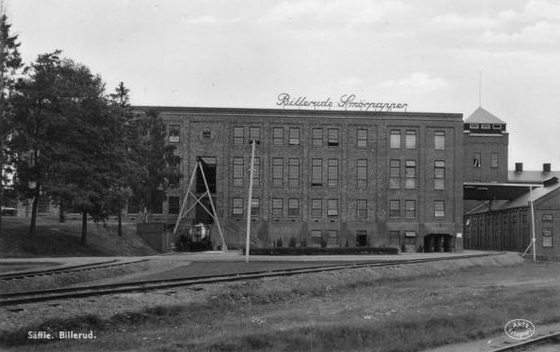
Billeruds bruk

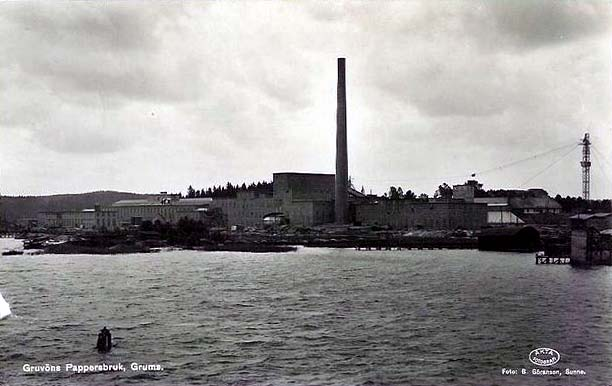
Gruvöns bruk i Grums.

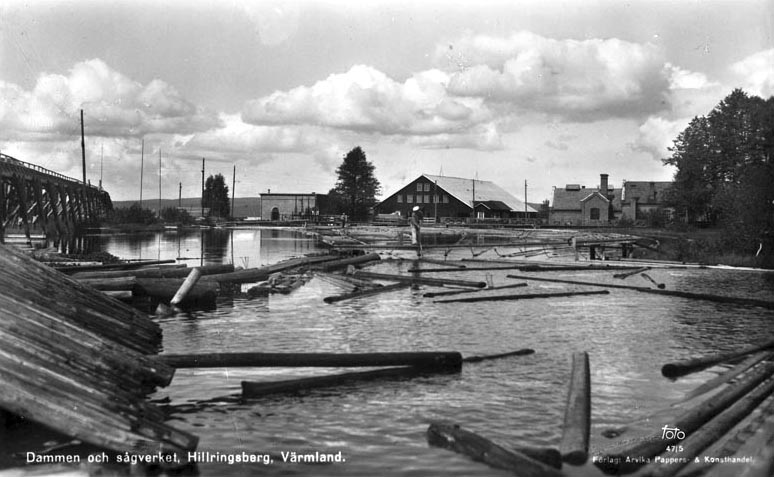
Hillringsbergs sågverk.

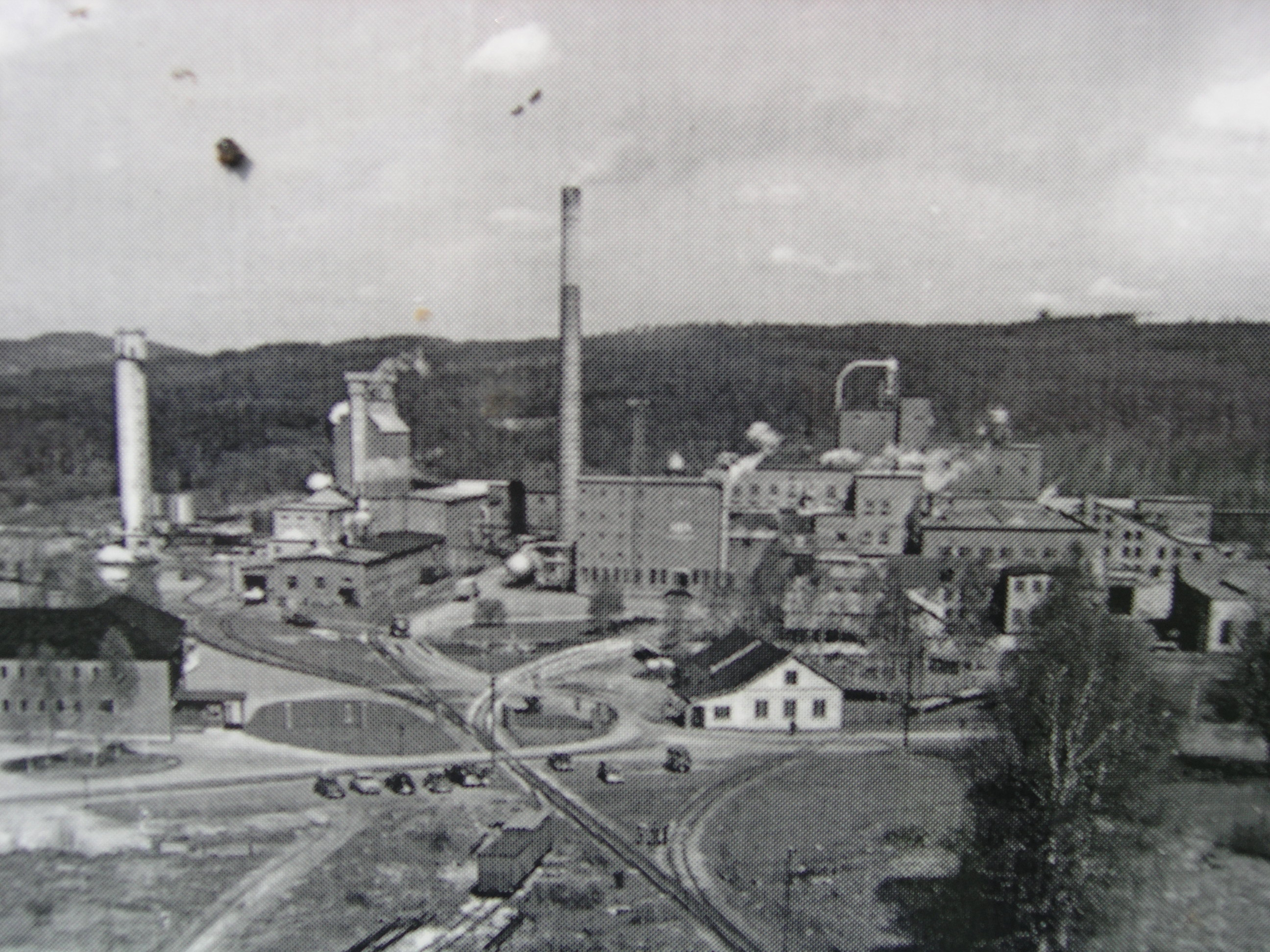
Fredriksbergs pappersbruk.

### Bildande av Billeruds AB
Billeruds AB bildades av Gustav Theodor Lindstedt och Viktor Folin, vilken senare gjorde betydande uppfinningar inom massatillverkningen, i Säffle år 1883 i syfte att tillverka sulfitmassa. Bolagets ändamål angavs 1901 till "att tillverka och försälja pappersmassa", Samma år var aktiekapitalet 400 000 kronor, och styrelsen bestod av: bankdirektören P. Malmberg, brukspatronen V. Folin och brukspatronen Gustav Theodor Lindstedt (verkställande direktör).
År 1884 stod den nya fabriken vid egendomen Billerud i Säffle färdig. Folin, som även byggde Storviks Sulfit AB 1887 och andra massafabriker, lämnade företaget 1888. Under slutet av 1800-talet och början av 1900-talet kom ett stort antal gamla bruk att införlivas i Billerud då man beslöt sig för att strategiskt satsa på en egen råvarubas av skog. Många av de gamla värmländska järnbruken var i slutet av 1800-talet i kris. Flera lade om produktionen till massatillverkning. Dessa bruk kom att utgöra grunden till Billeruds skogsmarksinnehav. År 1899 skedde det första förvärvet då Billeruds AB köpte Stömne Bruks AB (grundat 1875, men med anor från 1600-talet) med ca 6.000 ha. Billeruds Bruk eldhärjades samma år, men var året därpå återuppbyggt. 1904 förvärvades Slottsbrons Sulfit AB och året därpå Nors Jernbruks AB. Det sistnämnda företaget, grundat 1881, ägde två stycken träsliperier för tillverkning av mekanisk pappersmassa. 1907 förvärvade Billeruds AB Hillringsbergs AB (grundat 1870) som bestod av ett sågverk och två stycken träsliperier. 1908 köptes Stömne Sulfitfabrik AB, vars sulfitfabrik (byggd 1887) byttes ut till en sulfatfabrik 1910. Vidare köptes 1915 AB Rämen-Liljendahl (grundat 1874) med två träsliperier och ett sågverk. 
År 1916 köpte Billeruds AB Bosjö bruk, grundat 1637, som innehade ett träsliperi, en snickerifabrik och en mindre järnväg. Järnvägen ingick dock inte i köpet. 1917 inköptes Jössefors AB. Företaget, som bildats 1880, drev ett träsliperi och ett sågverk. Samma år, 1917, förvärvades även Charlottenbergs AB (grundat 1890) med ett träsliperi samt Sälboda AB, som ägde en sulfitfabrik och ett pappersbruk byggda i anslutning till ett träsliperi anlagt år 1893. År 1920 förvärvades  Borgviks AB, bildat 1863, med träsliperi sågverk och snickerifabrik, samt Kyrkebyns Sulfit AB (bildat 1905). 1920 eldhärjades träsliperiet i Jössefors. Det ersattes då med ett pappersbruk som togs i drift året därpå. Ett pappersbruk byggdes också upp i Billerud 1922. Det kom senare att byggas ut. En ny sulfitfabrik i Jössefors togs i drift 1929. Billeruds AB utökade sina skogstillgångar genom köpet av norska A/S Lier, Varald & Bogen samma år. 1929 förvärvades också AB Ludvika Ångsåg. Det nya Gruvöns Bruk (marken hade Billeruds AB inköpt redan 1918) utanför Grums stod färdigt 1931. Stömne bruk lades ned 1939.

### Efter andra världskriget
Billerudskoncernen kom att öka produktionen genom ett antal nybyggnads- och utbyggnadsprojekt under det sena 1940-talet och tidiga 1950-talet, speciellt under den ekonomiskt gynnsamma perioden som Koreakriget skapade. Företaget köpte Barkens Sågverks AB 1953 och AB Upperuds Trämassefabrik det följande året. Ett viktigt steg i utvecklingen var förvärvet av Hellefors Bruks AB 1958 då detta företag ägde ca 113,000 ha skog tillsammans med sågverk, sulfitfabrik, sulfatfabrik samt pappersbruk. Tillverkningskapaciteten ökade igen när Ohs Bruk AB och Sörstafors Pappersbruks AB köptes 1960 respektive 1961. Investeringar kom också att göras utomlands, 1964 bildades Celulose Billerud SARL (CELBI) i Portugal i syfte att tillverka pappersmassa från eukalyptusved. Samma år förvärvades även den brittiska papperssäcktillverkaren Robert L Fleming Ltd. Året därefter blev Billeruds AB ägare i ett liknande företag i Belgien, Manusack SA, som dock blev helägt först 1974. År 1968 blev den franska tapettillverkaren Cartonneries Menigault ett dotterbolag inom Billerudkoncernen. 1969 förvärvade man AB Svenska Wellpappfabriken, grundad 1929.
I Sverige började mindre bruk läggas ned när utvecklingen gick mot allt större enheter. Pappersbruket i Sörstafors nedlades 1966, knappt fem år efter att det köpts av Billerud. Jössefors bruk, där många nya tekniska förbättringar vid massatillverkningen experimenterats fram, lades ned 1969. I Hillringsberg brann sågverket ned 1970. Fredriksbergs pappersbruk lades ned 1972, Slottsbrons sulfitfabrik 1974 och Kyrkebyns bruk i Segmon 1979.

### Stora Kopparbergs Bergslags AB förvärvande av Billerud
Ett samarbete med brasilianska Aracruz Celulose SA resulterade 1978 i byggandet av vad som då var världens största massafabrik baserad på eukalyptusved. Samma år gick Billerud samman med skogsdivisionen inom stål- och skogskoncernen Uddeholm vilket resulterade i att bolagsnamnet ändrades till Billerud Uddeholm AB. Uddeholm skaffade sig därefter röstkontroll i Billerud-Uddeholm genom att köpa aktier för motsvarade cirka 40 procent av rösterna i bolaget. I början av 1980-talet tog finansmannen Anders Wall makten i Uddeholm, och därmed indirekt i Billerud-Uddeholm, genom sitt investmentbolag Tresor. Denne sålde dock sitt innehav 1984 till Wallenbergsfärens Stora Kopparbergs Bergslags AB som därefter lade bud på hela bolaget. Billerudkoncernen inlemmades därefter i Stora-koncernen, och därmed var namnet Billerud borta från svenskt näringsliv för ett antal år framåt.

### Återupptagande av namnet Billerud
År 1990 avyttrade Stora Billeruds Bruk i Säffle till M. Peterson & Søn. Skoghallsverken är fortfarande i Stora Ensos ägo.
År 2001 lät nuvarande Stora Enso slå samman Gruvöns Bruk med Assi Domäns pappersbruk Skärblacka och Karlsborgsverken till ett nytt bolag som fick namnet Billerud AB. År 2012 fusionerades detta bolag med Korsnäs AB till Billerud Korsnäs AB.